# Тахирхан
Тахир-хан (чагат. طاهرخان‎; год рождения неизвестен — 1741) — хивинский хан (1740—1741) из династии Аштарханидов, преемник хана Ильбарс-хана II.

## Политическая деятельность
Был поставлен ханом Хорезма по велению Афшарида Надир-шаха в 1740 году, после казни хивинского хана Ильбарса II. Он призвал из Арала узбекских беков Артука и Саида Али, однако это не помогло ему сохранить власть.

## Гибель
Тахир-хан правил всего лишь шесть месяцев, население было недовольно его подчинением Надир-шаху, и в 1741 году он был убит.